# Lumière virtuelle
Lumière virtuelle (titre original : Virtual Light) est un roman de science-fiction écrit par William Gibson et publié en 1993 aux États-Unis. C'est le premier tome de la Trilogie du Pont.

## Résumé
L'intrigue se déroule en 2005 dans un Los Angeles post tremblement de terre et tourne principalement autour de 2 protagonistes. Chevette Washington, coursière à vélo qui dérobe impulsivement une paire de lunettes et Berry Reydell ancien policier embauché par une entreprise privée de sécurité chargé de retrouver les lunettes qui va devoir rapidement choisir entre son nouveau mystérieux employeur ou être fidèle à ses convictions.
Les lunettes contiennent les plans pour reconstruire San Francisco entièrement à l'aide de la nanotechnologie, et pour cette raison elles sont très convoitées.
S'ensuit une course poursuite avec des policiers russes, un tueur professionnel, une visite dans une communauté isolée qui vénère de vieux films et le piratage d'un satellite de la police.
Une intrigue secondaire met en scène Shinya Yamazaki, sociologue japonais qui étudie les habitants du Pont. Yamazaki interagit principalement avec Skinner un vieil homme en perte d'autonomie qui habite dans une cabane perchée en haut d'un des pylônes du Pont et qui a recueilli Chevette.

## Éditions
- Virtual Light, Bantam Spectra, 6 septembre 1993, 325 p.  (ISBN 0-553-07499-7)
- Lumière virtuelle, J'ai lu, coll. « Science-fiction » no 3891, février 1995, trad. Guy Abadia, 448 p.  (ISBN 2-277-23891-0)